# Брэндон, Фрэнсис
Фрэнсис Грей, герцогиня Саффолк (англ. Frances Grey, Duchess of Suffolk, урождённая леди Фрэнсис Брэндон; 16 июля 1517, Хатфилд, Хартфордшир — 20 ноября 1559, Лондон) — старшая дочь английской принцессы Марии Тюдор; мать леди Джейн Грей, известной как «королева на девять дней».

## Биография

### Семья и роль в линии наследования
Фрэнсис была вторым ребёнком и старшей дочерью Чарльза Брэндона, 1-го герцога Саффолка, и Марии Тюдор. Её родители тайно обвенчались во Франции в марте 1515 года и официально засвидетельствовали свой брак 13 мая того же года в Англии. Для её отца это был уже третий брак: одна из его бывших жён, Энн Браун, умерла в 1510 году, но другая — Маргарет Невилл — на момент его свадьбы с Марией была жива. Согласие на брак с Маргарет он получил от папы римского приблизительно в 1507 году, и уже в том же году Брэндон затребовал от папы признания этого брака недействительным на основании близкого родства. Брэндон добился этого, чтобы жениться на Энн. Однако, когда в 1515 году он стал мужем Марии Тюдор, папская диспенсация на этот брак по неизвестной причине не была запрошена, и по каноническому праву Брэндон мог считаться двоеженцем, а его дети — бастардами. Чтобы устранить все сомнения и предотвратить сложности с наследованием прав и собственности, он обратился к папе римскому Клименту VII за буллой, подтверждающей законный статус его детей от Марии Тюдор и Энн Браун, и 12 мая 1528 года такая булла была подписана папой в Орвието, отправлена в Англию и, по прибытии летом того же года, заверена епископом Нориджским в присутствии нескольких свидетелей.
У Фрэнсис был родной старший брат Генри (1516—1522), родные младшие брат и сестра — Генри, 1-й граф Линкольн, и леди Элеонора, а также двое старших единокровных сестёр от брака Чарльза Брэндона с Энн Браун — Энн и Мэри, и двое младших единокровных братьев от четвёртого брака её отца с Кэтрин Уиллоуби — Генри и Чарльз.
По материнской линии Фрэнсис приходилась племянницей королю Генриху VIII и внучкой Генриху VII. Когда Фрэнсис родилась в июле 1517 года, она была всего лишь одним из трёх отпрысков династии Тюдоров в Англии, здравствовавших на тот момент. Кроме неё имелась ещё только принцесса Мария, дочь Генриха VIII и Екатерины Арагонской, и старший брат Фрэнсис, Генри, оба появившиеся на свет годом ранее. Этот брат умер ещё ребёнком, и Фрэнсис стала третьей в очереди потенциальных наследников (после принцессы Марии и собственной матери, герцогини Саффолк), но в 1522 году родился ещё один брат, снова Генри. Существовал ещё один потомок Тюдоров — Яков Стюарт, сын старшей сестры Генриха, Маргариты Тюдор, но он был королём Шотландии, и хотя Генрих рассматривал вариант брака Якова и принцессы Марии, впоследствии он отказался от этого проекта.
В 1533 году родилась принцесса Елизавета, дочь короля от его второй жены Анны Болейн, и в 1534 году парламентом был подтверждён акт, согласно которому Елизавета провозглашалась наследницей престола, а принцесса Мария объявлялась бастардом, не имевшим права на трон. В том же году умер и Генри Брэндон. В 1536 году после аннулирования брака с Анной Болейн Генрих лишил трона обеих своих дочерей и восстановил их в правах только в 1543 году, когда у него уже был долгожданный сын-наследник, принц Эдуард, родившийся в 1537 году. Ни в одном из этих трёх принятых парламентом актов не было названо имя Фрэнсис, но с июня 1536 года вплоть до рождения Эдуарда она фактически была вероятной престолонаследницей.
Парламент предоставил королю право передать корону согласно своей воле, и в декабре 1546 года, незадолго до кончины, Генрих VIII подготовил завещание, в котором подтверждались основные положения Акта о престолонаследии от 1543 года: первоочерёдными его наследниками оставались принц Эдуард, леди Мария, леди Елизавета и их будущие дети. Линия Стюартов, потомков шотландской королевы Маргариты Тюдор, была исключена полностью, вероятно, по той причине, что шотландцы издавна были врагами англичан, и Генрих опасался, что Англия могла оказаться в руках иностранцев. В том случае, если Эдуард, Мария и Елизавета умрут бездетными, корона переходила к потомкам младшей сестры Генриха, Марии, герцогини Саффолк, а Фрэнсис Брэндон упоминалась только как мать возможных наследников английского трона. Помимо Фрэнсис с подобными оговорками в завещании фигурировало и имя её младшей сестры, Элеоноры. В то время Фрэнсис и Элеонора были достаточно молоды и способны родить детей, вполне возможно, сыновей, которые и могли в будущем взойти на престол.

### Ранние годы и первый брак

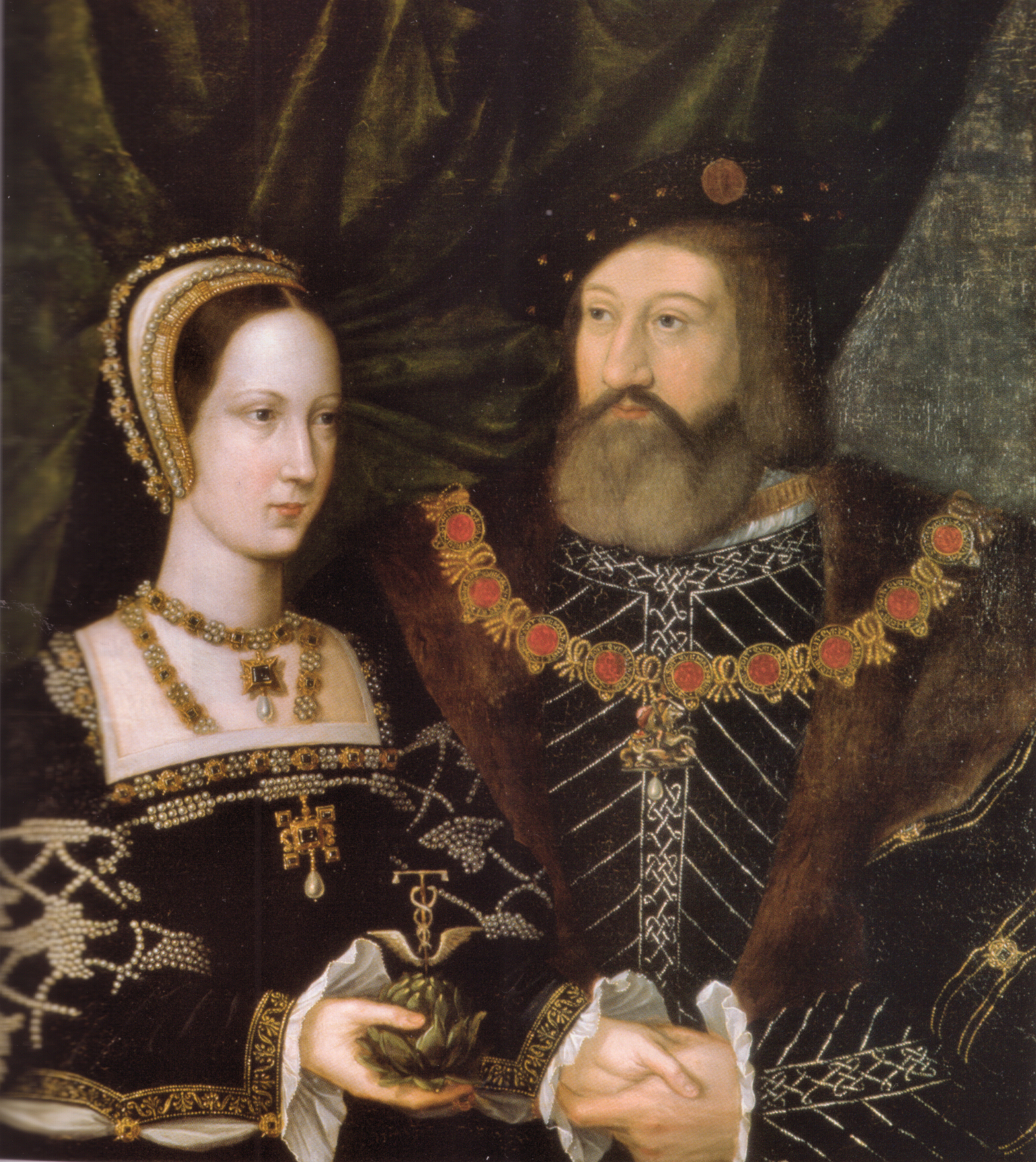
Принцесса Мария Тюдор и Чарльз Брэндон, герцог Саффолк. Портрет работы Яна Госсарта, около 1516 года

Фрэнсис Брэндон родилась в Хатфилде 16 июля 1517 года, в день канонизации святого Франциска, в честь которого, вероятно, и была названа. Её восприемниками стали королева Екатерина Арагонская, принцесса Мария и настоятель аббатства святого Альбана. В последующие годы Фрэнсис была очень близка со своей тётей, королевой Екатериной, первой женой Генриха VIII, и с кузиной, принцессой Марией. В 1533 году, после аннулирования брака Генриха и Екатерины, Мария Тюдор открыто выразила протест против новой жены короля, Анны Болейн, заявив, что никогда не признает её как законную королеву Англии. Фрэнсис следовала примеру матери, оказывая поддержку принцессе Марии. На их доброжелательные и близкие взаимоотношения не повлияли даже начавшиеся в 1530-х годах религиозные реформы: хотя Фрэнсис склонялась к протестантизму, разделяя воззрения своего супруга, она не переставала общаться с католичкой Марией.
О детстве Фрэнсис почти ничего неизвестно, кроме того, что ранние годы её прошли в поместье Уэстхорп-холл в Мид-Саффолке, где она жила вместе с матерью, братьями и сёстрами, а также другими подопечными её родителей, среди которых была и баронесса Кэтрин Уиллоуби де Эрзби. Фрэнсис обладала привлекательной внешностью, получила хорошее образование и состояла в родстве с правящей династией, так что её отец, герцог Саффолк, рассчитывал на выгодную партию для дочери.
В 1530 году он пытался организовать её брак с самым завидным женихом в королевстве — Генри Говардом, старшим сыном герцога Норфолка. Но размер приданого Фрэнсис показался Норфолку скудным, и он отказался от этого союза. Ещё один кандидат — Генри Грей, наследник маркиза Дорсета, был богат и происходил из древнего рода, но, чтобы жениться на Фрэнсис, ему сначала пришлось расторгнуть предыдущее брачное соглашение с Кэтрин Фицалан. В марте 1533 года с разрешения своего дяди, Генриха VIII, Фрэнсис вышла замуж за Грея, к тому времени унаследовавшего титул маркиза Дорсета. Свадьба состоялась в особняке её родителей Саффолк Плейс в Саутварке. Мария Тюдор умерла через несколько месяцев после свадьбы дочери, и на её похоронах обе её дочери, Фрэнсис и Элеонора, были главными скорбящими. В сентябре 1533 года герцог Саффолк женился на своей подопечной Кэтрин Уиллоуби, родившей ему двух сыновей, Генри и Чарльза. Осенью 1551 года эти сыновья-наследники скончались в ходе эпидемии потницы, и титул герцога Саффолка был передан супругу Фрэнсис.
Супруги Грей обосновались в Брадгейте, хотя довольно часто бывали при дворе и вели активную светскую жизнь, пользуясь благосклонным расположением Генриха, а впоследствии и его сына, короля Эдуарда VI. Но с наследниками дело обстояло не столь благополучно. Первый ребёнок, имя которого было Генри, лорд Харингтон, умер в младенческом возрасте, как и последовавшая за ним дочь, чьё имя осталось неизвестным. Затем родились ещё три дочери: Джейн (род. 1537), Катерина (род. 1540) и Мария (род. 1545). Несмотря на разочарование от отсутствия наследников мужского пола, супруги Грей уделяли повышенное внимание образованию своих дочерей, стремясь в полной мере развить как практические, так и интеллектуальные знания, умения и навыки. Они были отданы на воспитание лучшим наставникам и, подобно детям короля, получили блестящее по тем временам образование, включавшее, помимо традиционных женских занятий вроде шитья, пения, танцев и игры на музыкальных инструментах, изучение древних языков, классической литературы и искусства. Особенно впечатляющих успехов добилась старшая дочь, леди Джейн.

### При дворе Генриха VIII и Эдуарда VI
Как одна из «любимых племянниц» Генриха VIII Фрэнсис проводила большую часть времени при королевском дворе, где состояла фрейлиной при последней жене Генриха, Катарине Парр, с которой была особенно дружна. Время от времени она приводила с собой и старшую дочь Джейн, чтобы та могла постепенно осваиваться в обществе. Благодаря дружбе Фрэнсис с королевой, а также по традиции того времени продолжать образование в семье наиболее высокопоставленных родственников, леди Джейн оказалась под опекой Катарины Парр, и теперь ей представился случай проявить свои интеллектуальные дарования, а также близко сдружиться с принцем Эдуардом.
После смерти Генриха VIII в январе 1547 года королём был провозглашён девятилетний Эдуард, и теперь дочери Фрэнсис Грей стали ещё ближе в очереди к трону Англии, пропуская вперёд лишь дочерей Генриха VIII. Поначалу положение сестёр Грей при дворе выгодно отличалось от статуса принцесс Марии и Елизаветы, которые по-прежнему считались незаконнорождёнными. Учитывая этот факт, Джейн, Катерина и Мария рассматривались даже более предпочтительными наследницами престола, нежели дочери короля.
Согласно воле Генриха VIII до совершеннолетия Эдуарда регентами королевства были назначены шестнадцать дворян, однако уже на первом заседании Тайного совета единоличным лордом-протектором (а чуть позже и опекуном нового короля) был избран его дядя, Эдуард Сеймур, которому в соответствие с его новым положением был пожалован титул герцога Сомерсета. Сложившаяся ситуация возмутила его младшего брата, Томаса Сеймура, который сам надеялся заполучить пост опекуна короля, что позволило бы ему на равных разделить власть с протектором и усилить своё влияние на Эдуарда. Намереваясь привлечь Генри Грея в союзники в борьбе против Сомерсета, Сеймур предложил супругам Грей отдать ему на воспитание их старшую дочь. Бывая у Эдуарда, он заметил, что тот весьма тепло относился к Джейн, и Сеймур начал обдумывать проект их возможного брака. Ему удалось убедить Генри Грея поручить ему опеку над Джейн с дальнейшей перспективой успешно выдать её замуж за короля. Принимая во внимание скандальную репутацию Сеймура, Фрэнсис отнеслась скептически к этой затее и даже предприняла несколько попыток уговорить мужа оставить Джейн дома, но в конечном итоге ей пришлось уступить, и Джейн переехала в дом Сеймура и его жены Катарины Парр.
Но внезапная смерть Катарины Парр в сентябре 1548 года нанесла удар и по финансовому положению Сеймура (всё имущество Катарины, как бывшей вдовы короля, было возвращено в собственность короны), и по его статусу при дворе. Для него было важно удержать при себе Джейн, и хотя Фрэнсис в письме к нему объяснила, что желала бы вернуть дочь домой, Сеймур всё же настоял, чтобы она оставалась под его опекой. Теперь он преследовал цель не только настроить короля против лорда-протектора, но и влиться в королевскую семью, женившись на принцессе Елизавете. Однако неуравновешенный характер, частые вспышки бесконтрольного гнева и взбалмошность Сеймура лишили его доверия многих влиятельных лиц, а странная выходка с убийством собаки в покоях короля заставила заподозрить его в покушении на жизнь Эдуарда VI. Сеймур был схвачен, лишён всех титулов и званий и казнён 20 марта 1549 года.
Супругам Грей удалось убедить Тайный совет в непричастности к интригам Томаса Сеймура. Попытка женить Эдуарда VI на Джейн провалилась, однако рассматривалась возможность породниться с семьёй лорда-протектора, выдав Джейн за его сына, Эдуарда, графа Хартфорда. Но вскоре Сомерсет утратил своё могущество, а в январе 1552 года был казнён, и ему на смену в качестве лорда-протектора пришёл Джон Дадли, граф Уорик (позднее герцог Нортумберленд). Семья Грей поспешила засвидетельствовать ему свою поддержку и почтение, а в 1553 году была организована помолвка леди Джейн и Гилфорда, младшего сына Джона Дадли.

### Мать королевы

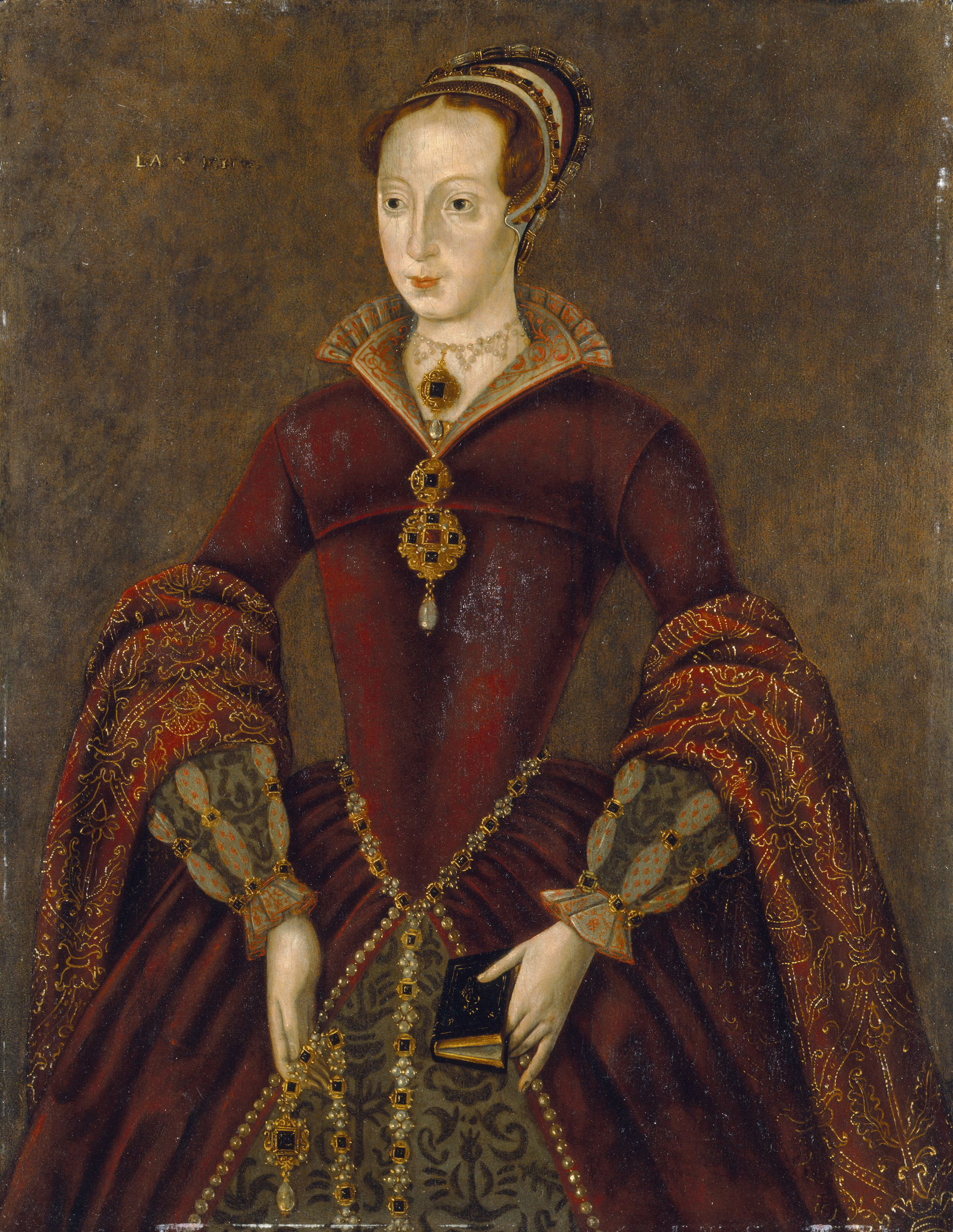
Стретемский портрет работы неизвестного художника, на котором предположительно изображена леди Джейн Грей

Несмотря на провал плана Томаса Сеймура и предполагаемую помолвку Джейн с графом Хартфордом, её отец, маркиз Дорсет, некоторое время ещё не оставлял надежды устроить её брак с королём Эдуардом. Но зимой 1553 года король заболел, и к концу мая того же года доктора уже были уверены в его скорой смерти. Умирающий король был убеждённым протестантом, тогда как его единокровная сестра Мария оставалась ярой католичкой. Её возможное восшествие на престол могло положить конец развитию и укреплению новой религии в Англии. В периоды временного улучшения Эдуард переписал завещание своего отца, основанное на Акте о престолонаследии 1543 года. Он отстранил от наследования своих сестёр Марию и Елизавету на основании их незаконнорожденности, обойдя также и линию Стюартов как католиков и иностранцев, и назвал своими наследниками сыновей, которые могли родиться у Фрэнсис Грей, её дочерей или её племянницы Маргарет Клиффорд.
Как и в завещании Генриха VIII Фрэнсис фигурировала лишь как мать наследника, а не самостоятельная наследница. Однако у Эдуарда далее следовало примечание, что Фрэнсис — или та, кто окажется матерью наследника — могла быть правительницей при будущем сыне, пока тому не исполнится восемнадцать лет. На тот момент ни у одной из указанных претенденток не было сыновей, и Эдуард распорядился, что в случае, если эта ситуация не разрешится до его смерти, Фрэнсис назначалась правительницей до тех пор, пока у кого-нибудь из них не родится мальчик. Тем не менее это не решало полностью вопрос с престолонаследием, так как из всех перечисленных наследниц только Фрэнсис была замужем, и хотя она всё ещё была достаточно молода, ни один её ребёнок не выжил с той поры, как она родила младшую дочь Марию в 1545 году. Кроме того, летом 1552 года она перенесла сильнейшую лихорадку и едва не умерла, и теперь её способность родить ребёнка была под сомнением.
Джон Дадли, герцог Нортумберленд видел выход из сложившейся ситуации в устройстве брачных альянсов между незамужними наследницами и сыновьями своих сторонников. Для леди Джейн Грей он предложил в мужья своего младшего сына Гилфорда, однако супруги Грей отнеслись к этому плану настороженно. Позже Фрэнсис заявляла, что она решительно возражала против брака Гилфорда и Джейн. Генри Грей опасался, что посредством этого брака Нортумберленд усилит свою власть. И всё же Нортумберленду удалось добиться их согласия, и 21 мая (или 25 мая) 1553 года в Дарем-хаусе на Стрэнде состоялась тройная свадьба: Джейн была обвенчана с Гилфордом, её средняя сестра Катерина — с Генри Гербертом, а дочь Нортумберленда Кэтрин — с Генри Гастингсом.
Через несколько дней, 28 мая, доктора сообщили Нортумберленду, что король вряд ли доживёт до осени. В июне Эдуард, которому становилось всё хуже, дополнительно скорректировал завещание, уточнив, что если он умрёт до появления сыновей у Фрэнсис, корону наследует Джейн и её наследники мужского пола. Так как в обозримом будущем сыновей у Фрэнсис не предвиделось, она фактически лишалась прав на трон. Возможно, решение короля объяснялось тем, что ранее его отец Генрих VIII в своём завещании также не назвал её именно наследницей. Затем Эдуард отдал распоряжение ратифицировать готовое завещание, а также вызвал к себе Фрэнсис Грей, вероятно, заставив её подчиниться его решению обойти её кандидатуру на престол в пользу дочери. Между тем, сама Джейн была ошеломлена этой новостью, а Генри Грей негодовал из-за того, что Фрэнсис отстранили от престолонаследия, однако им пришлось свыкнуться с произошедшим.
Эдуард VI скончался 6 июля 1553 года, а 8 июля в Сайон-хаус, где находилась Джейн, прибыла делегация придворных во главе с Нортумберлендом, к которым присоединились и родители Джейн. Совместными усилиями они убедили её последовать воле покойного короля, и уже 10 июля Джейн была провозглашена королевой Англии и препровождена в Тауэр для подготовки к коронации. Все те недолгие дни, что предшествовали перевороту в пользу Марии Тюдор, Фрэнсис провела вместе с дочерью. Она была рядом с ней и 19 июля в тот момент, когда Генри Грей, узнав о случившемся, сообщил Джейн, что Тайный совет перешёл на сторону Марии, и она больше не королева. После этого супруги Грей отбыли в замок Бейнард в надежде уговорить одного из своих бывших сторонников в том, что только Нортумберленда и его семью следует винить за изменения в порядке престолонаследия.
В течение последовавших нескольких дней герцог Нортумберленд, леди Джейн, её муж Гилфорд, а также Генри Грей оказались узниками в Тауэре. Фрэнсис же поспешила в Бьюли, где находилась новая королева. Она встретилась с ней 29 июля и изложила свои доводы в защиту семьи, по её словам ставшей жертвой амбиций Нортумберленда, отравившего короля Эдуарда и пытавшегося отравить Генри Грея (из-за чего тому нездоровилось), чтобы самому стать протектором при Джейн. Мария простила обоих супругов и согласилась помиловать Генри Грея. Он был освобождён 31 июля и затем уехал в Ричмонд, тогда как Фрэнсис было позволено бывать при дворе. Однако под нажимом испанских посланников королева оставила Джейн под арестом. Джон Дадли был обвинён в предательстве и обезглавлен на Тауэр-Хилл утром 22 августа.
Вскоре после вступления на трон, королева объявила о своём желании вступить в брак с принцем Филиппом Габсбургом, сыном императора Карла V. Это известие было воспринято подданными Марии как угроза габсбургской экспансии и возврата к католицизму, что стало одной из причин, побудившей сэра Томаса Уайетта-младшего начать восстание против Марии 25 января 1554 года. Фрэнсис вместе с мужем и младшими дочерьми в то время находились в Шине, и Генри Грей, в надежде сохранить протестантизм в Англии и спасти Джейн, примкнул к рядам мятежников. Восстание было подавлено в начале февраля, заговорщики схвачены. Мария не могла допустить мысли, что кто-то может оспаривать её законное место на троне Англии, она также опасалась возврата к протестантской религии, представительницей которой являлась «Девятидневная королева». Судьба Джейн Грей была предрешена. Леди Джейн и Гилфорд Дадли были обезглавлены 12 февраля 1554 года. Спустя несколько дней, 23 февраля, был казнён и Генри Грей.

### При дворе Марии и Елизаветы. Второй брак
Ещё до того, как Генри Грею вынесли смертный приговор за участие в восстании против королевы, Фрэнсис предприняла ряд шагов ради будущего своей семьи. Она знала, что Мария не помилует её супруга во второй раз, но ей удалось умолить королеву простить его, что давало возможность восстановить положение при дворе и вернуть некоторые из отчуждённых в собственность короны земель. Кроме того, Фрэнсис воодушевляла Катерину и Марию проявлять склонность к католической вере и скрывать свои истинные убеждения. Королева Мария I Тюдор, памятуя о прежних добрых отношениях, а также о поддержке, оказываемой семейством Грей её матери, Екатерине Арагонской, даровала прощение своим опальным родственницам, и вскоре леди Фрэнсис и две её младшие дочери снова стали желанными персонами при дворе. Уже в апреле 1554 года Фрэнсис были возвращены конфискованные поместья Греев в Лестершире, а в июле она получила приглашение присоединиться к свите королевы в качестве фрейлины, вхожей в личные покои. Её дочерям также подыскали место при дворе, и Мария всегда выказывала им особую благосклонность. Они также присутствовали на свадьбе Марии с принцем Филиппом Испанским.
Вскоре среди членов Тайного совета возникла идея организовать брак леди Фрэнсис с Эдвардом Кортни, графом Девоном, и некоторые из них предполагали, что в связи с этим союзом королева предпочтёт назвать Фрэнсис своей наследницей. Однако эта мысль о браке не нашла отклика ни у одной из сторон. В конечном итоге Кортни покинул Англию в мае 1555 года, а Фрэнсис вышла замуж за своего шталмейстера Эдриана Стоукса. Из-за статуса её избранника она теперь была отстранена от любых расчётов, касавшихся престолонаследия. После свадьбы Фрэнсис жила в одном из своих поместий вместе с мужем и младшей дочерью Марией. Она редко бывала при дворе из-за ухудшившегося здоровья вследствие нескольких неудачных беременностей.
В 1558 году, после смерти королевы Марии и восшествия на престол Елизаветы, Фрэнсис и её дочери утратили свои высокие позиции при дворе. Фрэнсис по причине болезни не появилась даже на коронации, Марию Грей вообще не пригласили ко двору, а Катерина была понижена в должности и более не имела доступа в личные покои королевы. Прохладное отношение новой королевы к семейству Грей объяснялось тем, что они никогда не признавали её мать, Анну Болейн, законной женой Генриха VIII, и саму Елизавету считали бастардом, а кроме того, Катерина и Мария оставались в числе законных наследников английского престола и могли быть использованы с целью свержения Елизаветы.

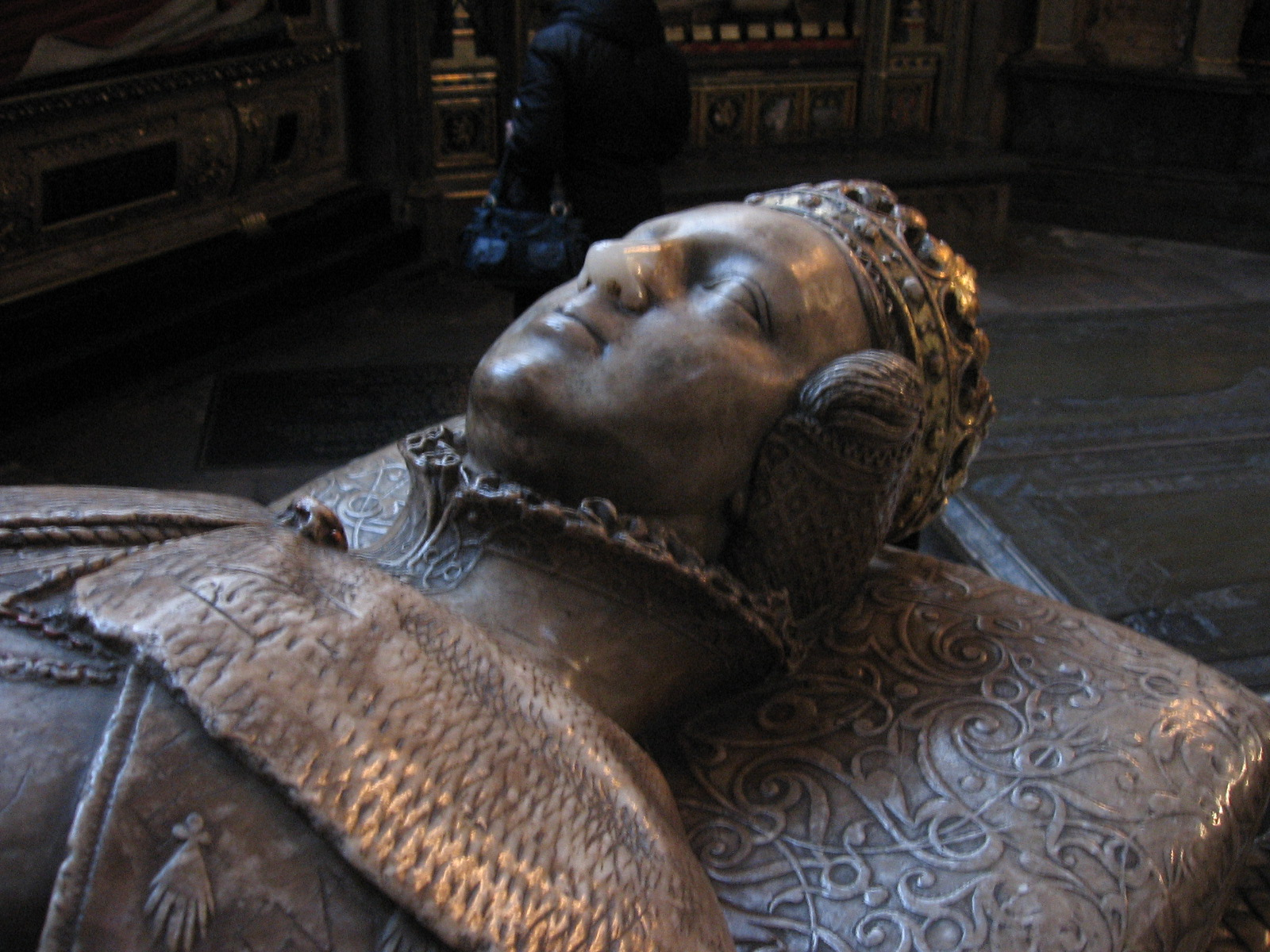
Фрагмент гробницы Фрэнсис Грей в Вестминстерском аббатстве

Леди Фрэнсис Грей скончалась 20 или 21 ноября 1559 года в возрасте 42 лет в присутствии обеих дочерей и нескольких приближённых в своём доме в Шине. Она была похоронена 5 декабря в Вестминстерском аббатстве в соответствии с рангом члена королевской фамилии. Все расходы на погребение взяла на себя королева Елизавета. Похоронная процессия, возглавляемая Катериной Грей, прошла от Ричмонда к Вестминстеру. Заупокойную службу на английском языке и по протестантскому обряду провёл Джон Джуэл, епископ Солсберийский. Четыре года спустя Эдриан Стоукс воздвиг на её могиле алебастровое надгробие, сохранившееся и по сей день. Эффигия, изображающая леди Фрэнсис, облачена в горностаевую герцогскую мантию, на голове её корона, а в руках — молитвенник.

## Образ в кинематографе и литературе
- «Роза Тюдоров[англ.]», год выпуска — 1936, Великобритания. Фильм повествует о судьбе старшей дочери Фрэнсис Брэндон — леди Джейн Грей. В роли Фрэнсис — Мартита Хант[79].
- «Леди Джейн», год выпуска — 1986, Великобритания. В основе сюжета — романтическая история отношений леди Джейн Грей и её мужа, Гилфорда Дадли. Роль Джейн сыграла актриса Хелена Бонэм-Картер. Роль леди Фрэнсис исполнила Сара Кестелман[англ.].
- Фрэнсис Брэндон — персонаж исторических романов Алисон Уир «Трон и плаха леди Джейн» (в оригинале — Innocent Traitor) и «Опасное наследство» (Dangerous Inheritance: A Novel of Tudor Rivals and the Secret of the Tower). В первом из них повествование частично ведётся от её лица, во втором она упоминается эпизодически. Фрэнсис Брэндон также фигурирует в историческом романе британской писательницы Филиппы Грегори «Последняя из рода Тюдор» (The Last Tudor), повествующем о судьбе сестёр Грей.

## Комментарии
1. ↑  Существует предположение, что на выбор имени также повлияло желание её родителей сохранить память о том, кто в своё время способствовал успешному заключению их брака — короле Франциске[15][16].
2. ↑  В своём завещании Генрих обозначил дочерей полноправными наследницами после принца Эдуарда, но не отменил решения о признании их бастардами[36], принятого ещё по Акту о престолонаследии от 1536 года[37].
3. ↑  В мае 1547 года, спустя несколько месяцев после смерти Генриха VIII, Сеймур женился на его вдове, Катарине Парр. Многие сочли их поступок неподобающим и даже изменническим, так как по закону на любой брак с представителями королевского семейства требовалось согласие монарха[41].
4. ↑  Намереваясь совершить переворот с целью сместить регента, Томас Сеймур среди ночи проник в спальню короля. Испугавшись неожиданно залаявшего спаниеля, Сеймур убил собаку, был арестован на следующий день и обвинён в государственной измене[45].